# Müllerbrunnen

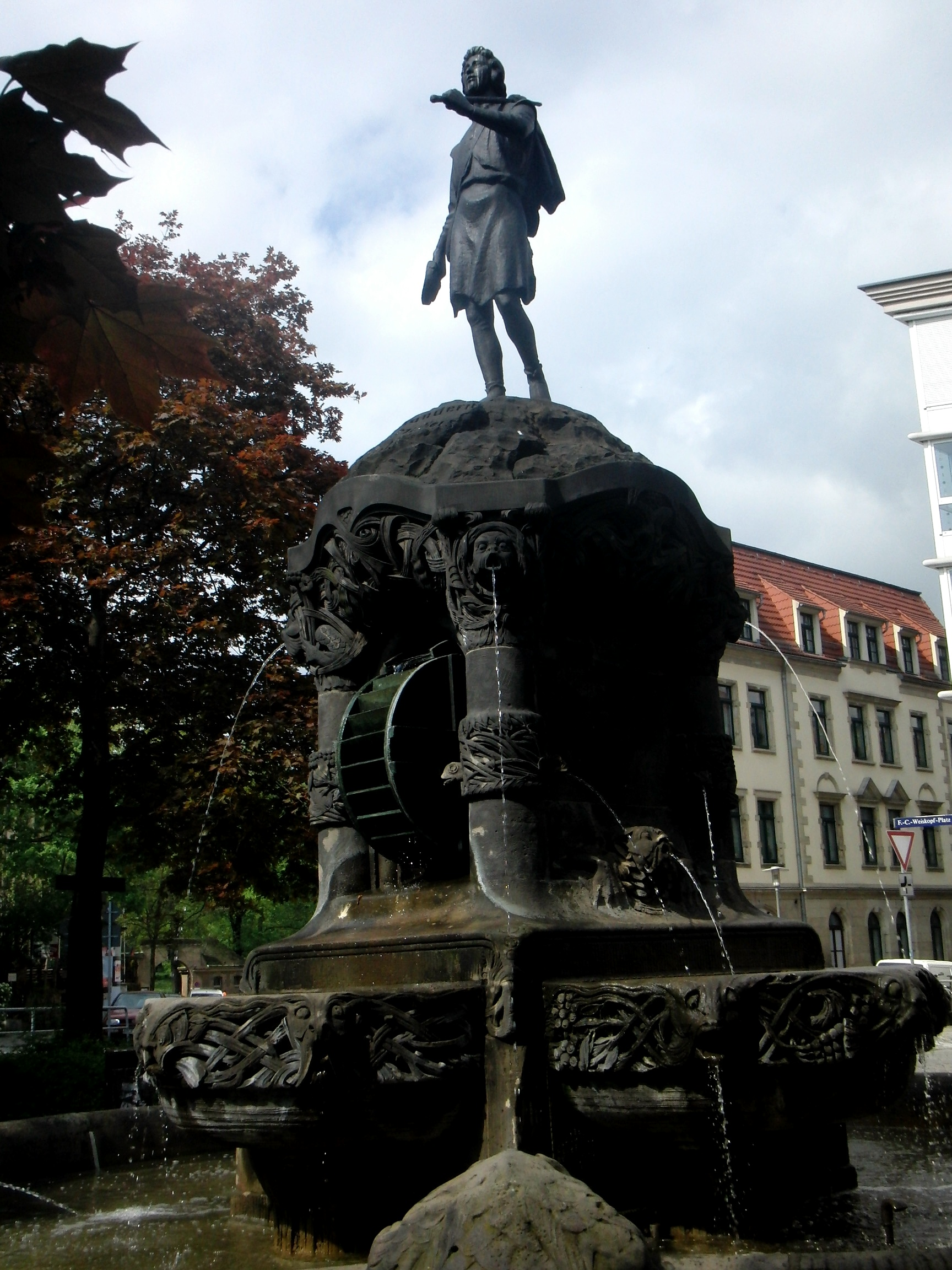
Müllerbrunnen (2011)

Müllerbrunnen (Anfang des 20. Jahrhunderts)

Der Müllerbrunnen ist ein Brunnen im Dresdner Ortsteil Plauen am F.-C.-Weiskopf-Platz und eines seiner Wahrzeichen.

## Geschichte
Der Müllerbrunnen entstand 1902 auf Initiative der Söhne des Mühlenbesitzers Gottlieb Traugott Bienert aus Anlass der 50-Jahr-Feier des Besitzes der Hofmühle. Der Brunnen wurde von dem Dresdner Architekturbüro William Lossow und Hermann Viehweger im Jugendstil entworfen. Die Plastik des Müllerburschen, die den Brunnensockel krönt, stammte im Original von dem Bildhauer Robert Henze und wurde in der Kunstgießerei C. Albert Bierling gegossen.
Mit dem Brunnen sollte an Plauens Tradition als Mühlenstandort erinnert und zugleich dem zeitweise hier lebenden Dichter Wilhelm Müller ein Denkmal gesetzt werden. Müller hielt sich häufiger im nahen Plauenschen Grund auf und ist Autor des Volksliedes Das Wandern ist des Müllers Lust…, dessen erste Zeilen am Sockel des Brunnens eingemeißelt sind.
Der Müllerbrunnen wurde an der Westseite des damaligen Rathausplatzes (heute F.-C.-Weiskopf-Platz) anstelle der bis dahin dort befindlichen Wettinsäule aufgestellt und am 2. Dezember 1902 feierlich eingeweiht.
Der Brunnen besteht aus einem steinernen Unterbau, vier weiteren kleineren Brunnenbecken, und einem Sockel, in den ein Mühlrad integriert wurde. Den Unterbau und die mittleren Brunnenbecken umgeben insgesamt 32 verschiedene Wasserspeier. Verziert ist der Brunnen mit floralen Schmuckelementen sowie Menschen- und Tiergesichtern. Den steinernen Mittelsockel krönte die von Robert Henze geschaffene Bronzeplastik des Müllerburschen.
1942 wurde die Plastik des Müllerburschen für Rüstungszwecke demontiert und eingeschmolzen. Erst 1986 wurde der Brunnen restauriert und von Bildhauer Wilhelm Landgraf durch eine nach Fotografien erstellte Kopie der Henzeschen Plastik vervollständigt: In wenigen Details ist die Kopie erkennbar. So trug das Original der Plastik das Hemd offen, bei der Kopie ist es von oben bis unten geschlossen.
Eine weitere Sanierung erfolgte 1993, seitdem ist der Brunnen wieder in Betrieb.
Der Müllerbrunnen war Namensgeber einer am Platz befindlichen und 1945 zerstörten Gaststätte und ist es seit dem 1. Januar 1904 für die von dem Platz in westlicher Richtung ausgehenden Müllerbrunnenstraße (von 1897 an bis dahin Rathausstraße). Das auf der Südseite des Platzes befindliche Altenpflegeheim (Seniorenresidenz) trägt den Namen Am Müllerbrunnen.